# Sir Barton
Sir Barton, född den 26 april 1916 på Hamburg Place Farm i Lexington i Kentucky i USA, död den 30 oktober 1937, var en amerikansk galopphäst. Han var mest känd för att ha blivit den första hästen som tagit en Triple Crown 1919.

## Karriär
Sir Barton föddes upp i Kentucky av John E. Madden på Hamburg Place Farm nära Lexington, efter hingsten Star Shoot och under stoet Lady Sterling. Sir Bartons farfar var Isinglass, som vunnit engelska Triple Crown 1893. Sir Barton tränades inledningsvis av Billy Walker, och senare H. Guy Bedwell. Han reds av Johnny Loftus. Under tävlingskarriären sprang Sir Barton in 116 857 dollar på 31 startar, varav 13 segrar, 6 andraplatser och 5 tredjeplatser. 

### Early career
Sir Barton sattes först i träning hos förre jockeyn Billy Walker, och sprang för sin ägare John E. Maddens stall under de fyra första starterna. I starterna fanns inte de fartresurser som Sir Barton visat i träning, utan i augusti 1918 såldes hästen till J. K. L. Ross för 10 000 dollar.
Ross satte Sir Barton i träning hos H. Guy Bedwell, och gjorde två ytterligare starter som tvååring. I sista starten för året i Belmont Futurity fick han blodförgiftning efter att en stallkamrat sparkat honom.
Debuten som treåring kom i 1919 års upplaga av Kentucky Derby, där han ledde löpet från start till mål, och segrade till slut med fem längder. Nästa dag lastades Sir Barton för att transporteras till Baltimore, där han skulle delta i Preakness Stakes. I löpet ledde han även då från start till mål, och segrade med fyra längder. Den 11 juni 1919 blev han den första hästen som tog en Triple Crown, då han segrade i Belmont Stakes. Sir Barton skadade sig under sommaren 1919 i en hov, och gjorde comeback först i september samma år.
Som fyraåring segrade han i 5 av 12 löp. Den 12 oktober 1920 gick han ett matchlöp mot Man O' War på Kenilworth Park i Windsor, Ontario i Kanada, något som var mest utmärkande under säsongen som fyraåring. Den hårda banan i Kanada passade inte Sir Barton, som haft problem med hovarna under hela karriären, utan han besegrades med sju längder.

### Avelskarriär och död
Tidigt under 1921 flyttades Sir Barton till Henry McDaniel, som började att förbereda honom för femåringssäsongen, men oroade sig för att hästen skulle ta skada över en för lång tävlingskarriär. Sir Barton fick istället bli avelshingst, och såldes till Montfort och B.B. Jones i Berryville, Virginia, där han var verksam till 1932. Sir Barton var inte så framgångsrik som avelshingst, men lyckades ändå få några avkommor som vann stora löp.
Sir Barton avled av kolik den 30 oktober 1937, och begravdes nära Laramie Mountains. Hans aska flyttades sedan till Washington Park i Douglas, Wyoming, där en minnesplats i hans ära uppfördes.